# De Kuthoer
De Kuthoer, distribuído comercialmente como The Columnist, é um thriller de humor negro neerlandês de 2019 dirigido por Ivo Van Aart.
O filme conta a história de uma colunista (Katja Herbers) que recebe ameaças anônimas de morte nas redes sociais e decide se vingar. O filme foi lançado em 8 de janeiro de 2020 nos Países Baixos.

## Elenco
- Katja Herbers como Femke Boot
- Genio de Groot como Arend
- Rein Hofman como Arjen Tol
- Bram van der Kelen como Steven Dood
- Achraf Koutet como Tarik Bos
- Claire Porro como Anna Boot
- Harry van Rijthoven como diretor da escola
- Seno Sever como policial

## Produção
A ideia de fazer este filme partiu do diretor Ivo van Aart e do escritor Daan Windhorst e os dois imediatamente pensaram na palavra "Kuthoer", "um termo de abuso que você costuma ver nas redes sociais, onde existem muitas ameaças e abusos." Eles escolheram incluir "De" para significar que se tratava de uma única pessoa. Os dois também disseram que esperavam que o filme fosse um alerta sobre o bullying e o abuso online. O filme é vagamente baseado em um conto escrito por Windhorst.
Os planos para filmar De Kuthoer foram anunciados em 2019. Katja Herbers foi contratada para interpretar Femke Boot, a personagem principal do filme, uma escolha que Van Aart afirma ter sido influenciado pelo papel dela na segunda temporada de Westworld. As filmagens estavam programadas para começar no início de 2020.

## Lançamento
De Kuthoer  teve sua estreia na América do Norte no Fantasia International Film Festival, onde foi exibido em agosto de 2020, e na Europa no London FrightFest Film Festival. Em setembro do mesmo ano, o filme foi exibido no NPO 3 nos Países Baixos, onde teve uma audiência de 308.000 espectadores, e após foi exibido no NPO Start.

## Recepção
No Rotten Tomatoes o filme tem uma classificação de 79%, com base em ‎78 avaliações. O consenso do site afirma que "Extremamente engraçado e visceralmente perturbador, De Kuthoer leva o vitríolo desenfreado da mídia social à sua conclusão sangrenta e exagerada". De acordo com o Metacritic, o filme tem uma pontuação média de 58 em 100, com base em 21 avaliações, indicando "críticas mistas ou médias".